# Paraspilotragus diversevittatus
Paraspilotragus diversevittatus är en skalbaggsart som beskrevs av Stefan von Breuning 1970. Paraspilotragus diversevittatus ingår i släktet Paraspilotragus och familjen långhorningar.
Artens utbredningsområde är Moçambique. Inga underarter finns listade i Catalogue of Life.